# Uniformisme lingüístic a França

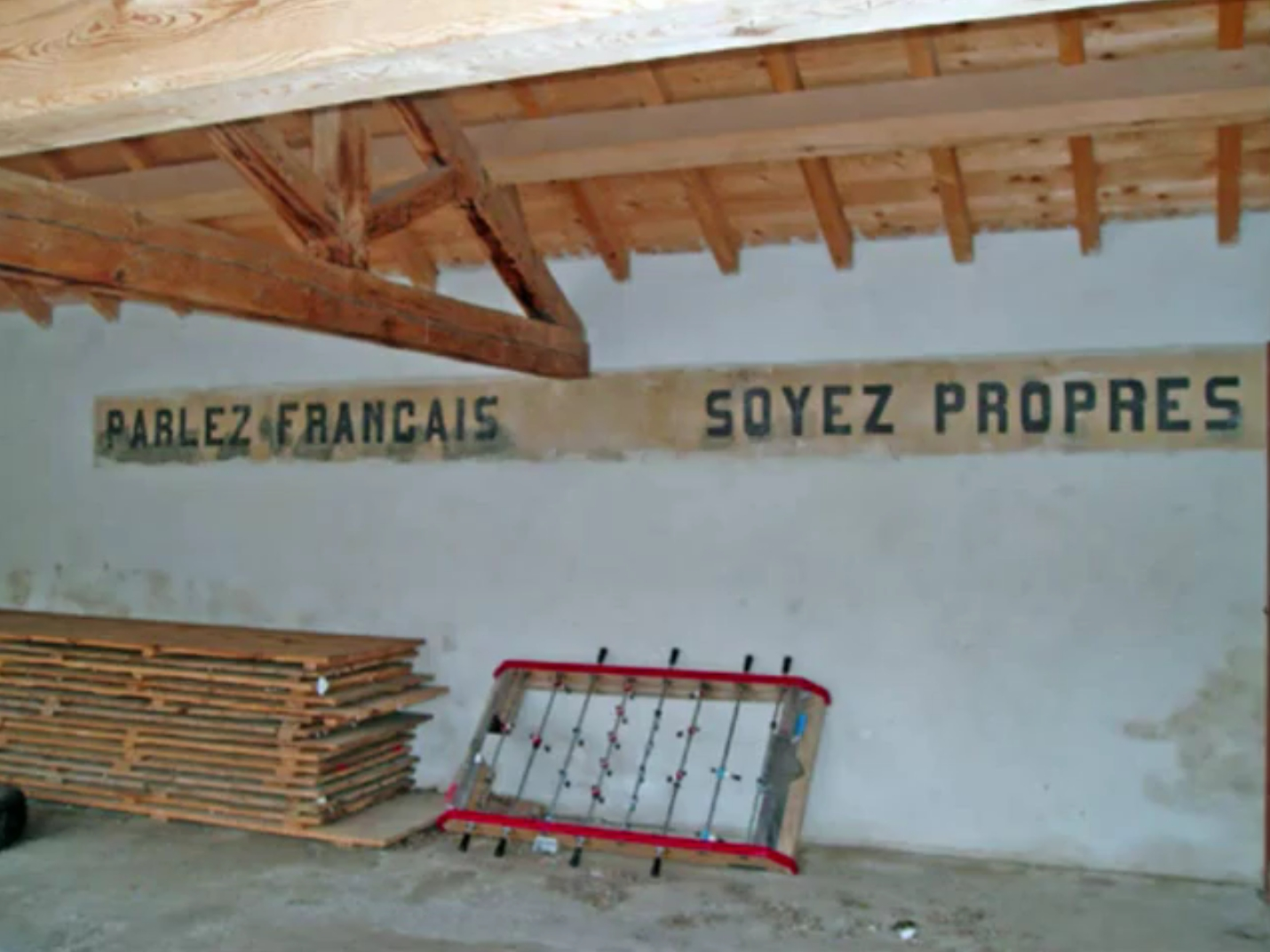
«Parleu en francès, no us embruteu», inscripció en una escola nord-catalana, a Aiguatèbia i Talau.

L'uniformisme lingüístic a França es refereix al fet que, tot i estar formada per territoris amb identitats culturals i lingüístiques diferents, a França només es reconeix com a llengua oficial el francès. L'Estat no imposa pas l'ús del francès en publicacions fetes per particulars; ara bé, la llei obliga a fer servir el francès en comunicacions comercials o laborals; així, el 2006, a una filial francesa d'una empresa americana li fou imposada una multa de 500.000 €, més un suplement de 20.000 € per dia, per haver distribuït programari i informació tècnica als seus empleats escrita únicament en anglès, sense traducció francesa. A més d'imposar l'ús del francès al territori de la República, el govern francès malda per promoure l'ús del francès a la Unió Europea i a nivell global mitjançant institucions com ara la Francofonia. En mitjans polítics i intel·lectuals francesos, es creu que cal lluitar per defensar el francès contra l'amenaça de l'anglicització. Dins d'aquesta política uniformista, França de moment encara no ha signat la Carta Europea de les Llengües Regionals o Minoritàries.
Aquest uniformisme, orientat, tal com els seus mateixos promotors ho admeten, a eliminar els particularismes regionals, té el seu origen a l'època del Renaixement quan, segons ho consideren els francesos, va tenir lloc la creació de la Nació Francesa. L'unitarisme nacional francès, radicalitzat durant la Revolució, va dur, durant tot el segle xix i la primera meitat del xx, als governs dels diferents règims (monarquies, imperis, état o repúbliques) a dissenyar polítiques per imposar l'ús del francès com a única llengua tant a França com als territoris integrats a l'Imperi colonial.
Dins de l'àmbit de l'ensenyament, la imposició del francès als territoris on es parlava una altra llengua es va fer mitjançant tota mena de càstigs, i inculcant també un sentiment d'autoodi i de vergonya, definit en la noció de patois, denominació despectiva que a França encara es dona a les llengües diferents del francès; d'aquesta manera, s'esperava aconseguir que hom volgués renunciar a la seva llengua a favor del francès.
Malgrat els canvis en les mentalitats esdevinguts a finals del segle xx, a França encara es considera la diversitat lingüística com una amenaça a la unitat nacional.

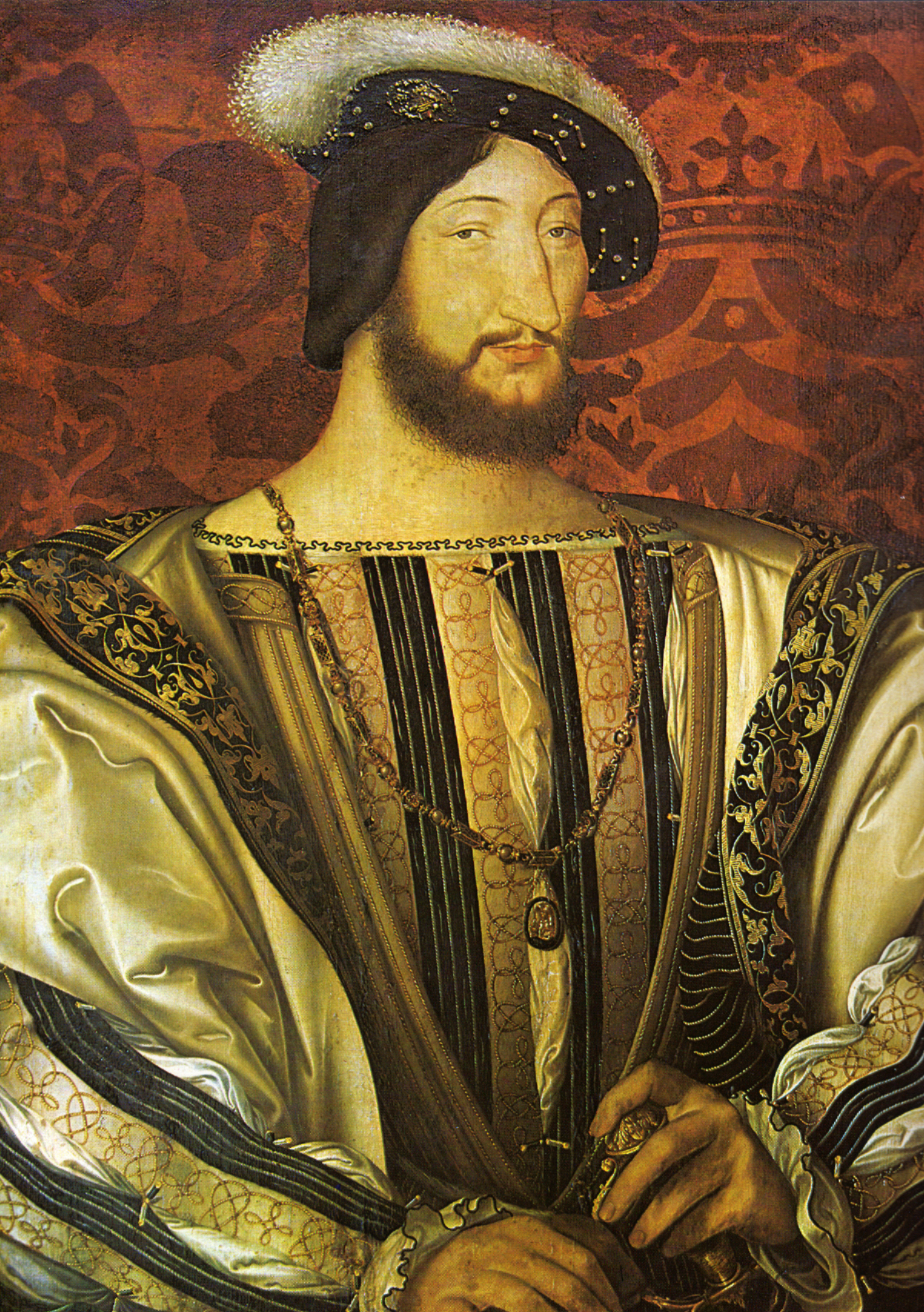
Francesc I de França, pintat per Jean Clouet el 1524

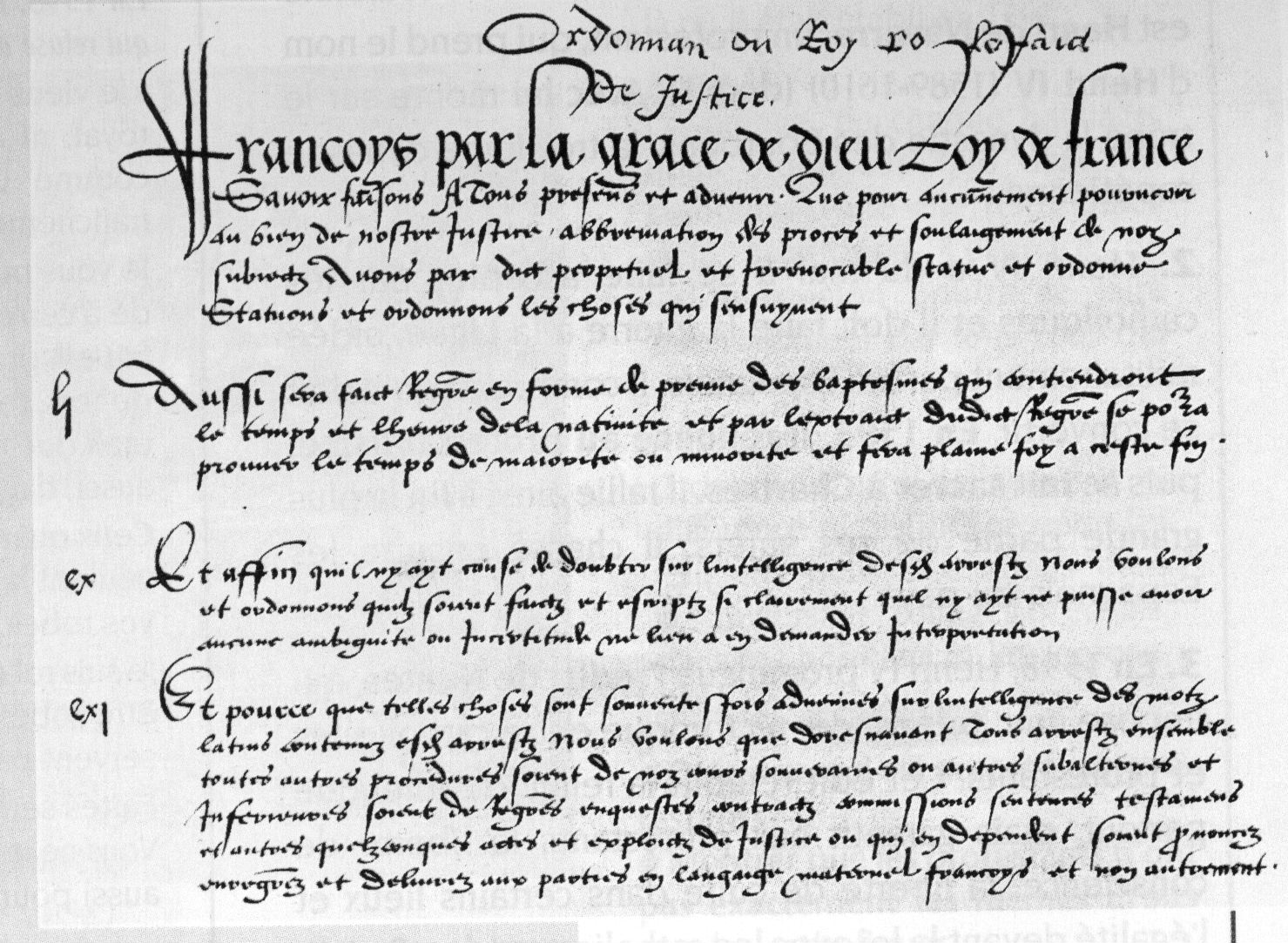
Una de les pàgines de l'edicte de Villers-Cotterêts

Lluís XIV
Rei de França i Navarra
per Jacint Rigau (1701)

## Origen del francès
Durant l'alta edat mitjana, al nord de la Gàl·lia, el llatí vulgar va evolucionar cap a una sèrie de dialectes denominats llengües d'oïl, els quals, malgrat les seves diferències, resultaven mútuament comprensibles. Durant els segles xii i xiii, quan a tot arreu d'Europa es va començar a escriure en les respectives llengües vulgars i no només únicament en llatí com s'havia fet fins aleshores, al territori de les llengües d'oïl va formar-se una koiné escrita interdialectal basada en el parlar de l'Île-de-France, regió on es troba la ciutat de París, seu des d'aleshores del poder reial, i de l'Orleanès. D'ençà de finals del segle xiii, aquesta koiné va passar a denominar-se francès.

## L'edicte de Villers-Cotterêts
Si a finals del segle x, en temps d'Hug Capet (987-996) i dels seus immediats successors, el poder efectiu dels reis de França no arribava gaire més enllà de la rodalia de París, durant la Baixa edat mitjana, els monarques francesos aconseguiren estendre el seu domini fins a incloure-hi territoris situats fora del domini de les llengües d'oïl com ara el Llenguadoc, Aquitània, Provença, Delfinat i Bretanya; per això, al segle xvi hi havia a França regions on no es parlava francès. A més, a França, territori que, fins al moment de la proclamació de la Primera República Francesa el 1792, no es podia definir d'altra forma que com el conjunt de terres dominades pel rei de França, el triomf de l'autoritarisme monàrquic va donar lloc al desenvolupament d'un aparell polític i administratiu completament centralitzat a París.
Igual que com a la resta d'Europa, durant l'edat mitjana a França la llengua dels documents oficials era, en molts casos, el llatí; tanmateix, a partir del segle xv, es començaren a donar ordenances reials per bandejar-ne l'ús a la justícia i a l'administració, substituint-lo per la llengua parlada en cada regió:
- Ordenança de Moulins, de Carles VIII de 1490: obligant l'ús de les llengües vulgars o maternes, i no pas el llatí, en els interrogatoris i processos verbals
- el 1510, Lluís XII va ordenar que la llengua del dret no fos el llatí sinó la del poble, és a dir, la llengua que es parlés en cada regió
- Ordenança d'Is-sur-Tille de Francesc I donada el 1531, amb la qual s'estenia l'aplicació de l'anterior ordenança de Lluís XII al Llenguadoc.

Aquesta tendència va canviar radicalment amb l'edicte de Villers-Cotterêts, un document redactat pel canceller Guillaume Poyet i que el rei Francesc I signà a Villers-Cotterêts entre el 10 i el 15 d'agost de 1539. Aquest edicte estableix com a obligatori l'ús del francès en els documents públics, amb la qual cosa, a França, el francès esdevenia l'única llengua oficial del dret i de l'administració, en detriment del llatí i també de d'altres llengües parlades al Regne com ara l'occità, el francoprovençal i el bretó.
No fou pas la Monarquia l'únic agent d'uniformització lingüística; durant la Reforma, els protestants criticaven a l'Església Catòlica el fet de tenir la Bíblia en llatí i d'usar aquesta llengua com a idioma del ritu i de litúrgia; per això, Martí Luter va traduir la Bíblia a l'alemany, i totes les esglésies protestants passaren a usar com a lengua litúrgica la llengua del territori on actuaven. Tanmateix, l'Església Reformada de França, creada pels hugonots, la qual celebrà el seu primer sínode nacional a París el 1558, feu servir com a llengua litúrgica el francès, fins i tot a Occitània, on per a la gent el francès resultava tan incomprensible com el llatí.

Aquesta tradició d'uniformisme lingüístic és el que va dur a la prohibició de l'ús del català en els documents i actes oficials de la província del Rosselló el 2 d'abril de 1700 per Lluís XIV, qui, en el text del decret, manifestà que considerava l'ús del català com un acte contra la seva sobirania, com també que 
l'usage du catalan répugne et est contraire à l'honneur de la nation française
Malgrat aquesta política uniformitzadora menada pels reis de França, el cas és que, a finals del segle xviii, poc abans de l'esclat de la Revolució Francesa, només una quarta part de la població francesa parlava realment francès, llengua que, a causa del prestigi cultural de França, s'havia convertit en la llengua internacional de les elits cultes; per això, va donar-se el cas que a Rússia, els nobles, i fins i tot el Tsar, parlaven en francès per donar-se així un vernís de distinció i d'europeisme.

## La Revolució Francesa

L'Abat Gregori

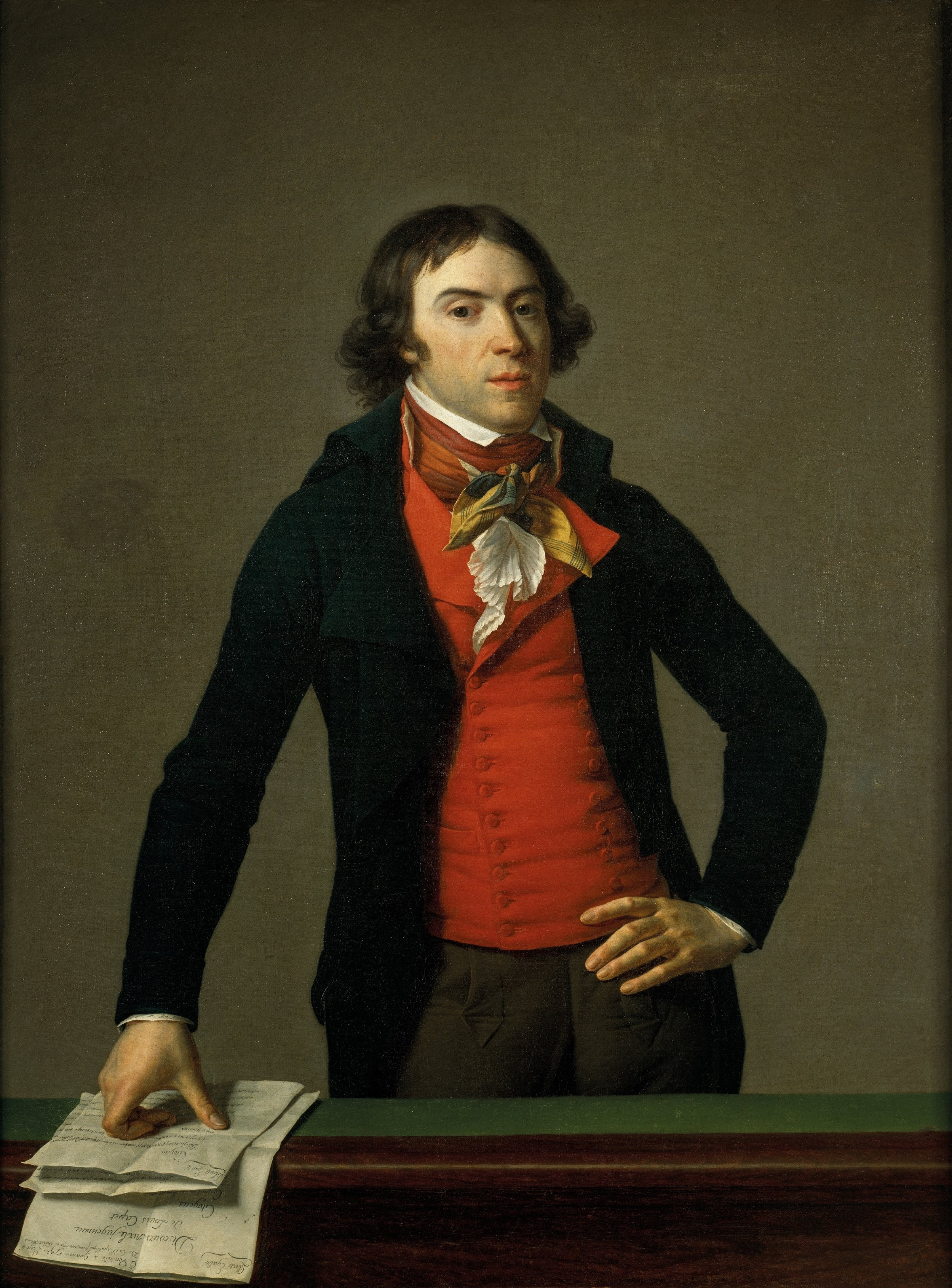
Bertrand Barère de Vieuzac

Si el centralisme polític havia estat una de les principals característiques de la França de l'Antic Règim, els règims sorgits de la Revolució (Monarquia constitucional, República i Imperi) no sols no trencaren amb la tradició centralista, sinó que encara la radicalitzaren considerant l'assoliment de la unitat nacional francesa com un dels seus objectius principals. Així, amb la divisió de França en departaments, decretada el 4 de març de 1790 per l'Assemblea Constituent, es van abolir les institucions de govern que poguessin conservar encara les antigues províncies i es va crear un sistema de govern uniforme per a tot França; en conseqüència, les Constitucions catalanes, jurades per Lluís XIV el 1660, van estar vigents a la província del Rosselló, fins que, el 1790, en aplicació de la llei aprovada per l'Assemblea Constituent, s'abolí la província i es creà el departament dels Pirineus Orientals.
A nivell lingüístic, mentre que els antics reis s'havien limitat a bandejar les llengües regionals (alemany, basc, bretó, català, cors, francoprovençal i occità) dels usos administratius i formals, ara els revolucionaris es proposen d'erradicar-les, tal com es desprèn dels textos de dos informes adreçats a la Convenció Nacional el 1794 per dos dels seus diputats:
- Bertrand Barère de Vieuzac, originari de la ciutat occitana de Tarba (Bigorra), el 27 de gener declarà que[3]

La monarquia tenia raons per assemblar-se a la Torre de Babel; en la democràcia, deixar els ciutadans ignorants de la llengua nacional, incapaços de controlar el poder, és trair la pàtria ... Al país d'un poble lliure, la llengua ha de ser una i la mateixa per a tots. […] Quantes despeses hem hagut de fer per traduir les lleis de les dues primeres assemblees nacionals a les diferents llengües de França! Com si ens correspongués a nosaltres conservar aquests parlars bàrbars i aquests idiomes grollers que només poden resultar profitosos als fanàtics i als contrarevolucionaris! (...) El federalisme i la superstició parlen baix bretó; l'emigració i l'odi a la República parlen alemany... La contrarevolució parla italià i el fanatisme parla basc. Perseguim aquests instruments d'ignorància i d'error
- L'Abat Gregori adreçà a la Convenció el 4 de juny el seu Rapport sur la nécessité et les moyens d'anéantir les patois et d'universaliser la langue française,[4] on, a més de lamentar que només el 10% de la població de França parlés francès, hi proposava l'adopció de mesures per fer desaparèixer del tot les llengües regionals.

Tota aquesta teoria es va dur a la pràctica durant el Règim del Terror amb el decret del 2 de termidor de l'any II (20 de juliol de 1794) segons el qual:
- Dins del territori de la República no es podrà redactar cap document públic en una llengua que no sigui el francès
- No es podrà tampoc enregistrar cap document, ni que sigui privat, si no està escrit en francès
- Tot aquell funcionari que, en l'exercici de les seves funcions, faci servir una llengua diferent del francès serà dut davant dels tribunals, condemnat a sis mesos de presó i destituït
- Aquesta mateixa pena s'aplicarà a qualsevol registrador que accepti documents no escrits en francès

## 1814-1951

### Introducció
L'objectiu revolucionari d'anihilar les llengües regionals per imposar-hi el francès el van mantenir tots els règims polítics existents a França durant el segle xix i la primera meitat del xx:
- La Monarquia Restaurada de Lluís XVIII (1814-1824) i Carles X (1824-1830)
- La Monarquia Constitucional de Lluís Felip d'Orleans (1830-1848)
- La Segona República (1848-1852)
- El Segon Imperi de Napoleó III (1852-1870)
- La Tercera República (1870-1940)
- El Govern de Vichy (1940-1944)

Així, segons l'article 21 del Règlement pour les écoles primaires élémentaires de l'arrondissement de Lorient, adoptat pel Comitè superior de l'arrondissement el 1836 i aprovat pel rector el 1842, quedava totalment prohibit als alumnes parlar en bretó, fins i tot a l'hora del pati, igual com també estava prohibit dir paraulotes, com tampoc mo s'hauria de permetre ni tolerar cap llibre escrit en bretó. El 1845 un subprefecte del departament de Finistère va adreçar una nota als mestres i professors recordant-los que la seva tasca consistia, principalment, a fer desaparèixer el bretó, igual com, el 1846, el Prefecte dels Basses-Pyrénées, departament que, a partir del 10 d'octubre de 1969 va passar a denominar-se Pyrénées-Atlantiques, va escriure que l'objectiu de les escoles al País Basc del Nord era, en primer lloc, provocar la substitució de l'euskera pel francès. Per altra banda, el 1902, el govern d'Émile Combes va proposar-se posar un fre a l'ús abusiu del bretó.

### Jules Ferry

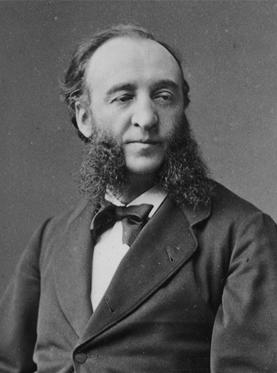
Jules Ferry

Un vehicle per difondre el coneixement del francès entre el conjunt de la població de França era l'ensenyament, el qual no va arribar a generalitzar-se, però, fins a l'època de la Tercera República arran de les mesures preses per Jules Ferry, ministre d'instrucció pública (4 de febrer de 1879-23 de setembre de 1880), primer ministre (23 de setembre de 1880-10 de novembre de 1881) i ministre d'instrucció pública (31 de gener-29 de juliol de 1882), que foren decretar la gratuïtat de l'ensenyament primari (16 de juny de 1881), permetre a les noies accedir a l'ensenyament secundari (21 de desembre de 1880), establir el caràcter laic i obligatori de l'ensenyament (28 de març de 1882).
Un dels objectius de l'escola laica, obligatòria i gratuïta instituïda per Jules Ferry fou, precisament, el de perseguir les llengües regionals, l'ús de les quals estava prohibit als alumnes fins i tot a l'hora del pati, sota pena de càstigs corporals o poden arribar inclús a l'expulsió del centre. Així, en nombroses escoles de França hi podia haver cartells dient Défense de cracher par terre et de parler patois, és a dir, Prohibit escopir a terra i parlar en patois, sent patois el terme despectiu que s'usava a l'escola per referir-se a la llengua regional, o bé Soyez propres, parlez français (=Sigueu nets, parleu francès), inscripció que avui dia encara es pot llegir a les parets de l'antiga escola d'Aiguatèbia (Conflent).
Una manera de castigar l'ús del patois consistia que al primer alumne sorprès parlant-lo el mestre li donava un objecte de penyora; llavors, aquell alumne havia de procurar sorprendre un company parlant en patois i passar-li la penyora; al final del dia, l'alumne que tenia la penyora era castigat.

### El retrocés de les llengües regionals
Aquesta política de repressió i d'inculcament d'un sentiment d'autoodi consistent a assimilar la idea que la pròpia llengua (alemany, basc, bretó, català, cors, francoprovençal o occità) no era més que un patois, és a dir, una parla pròpia de gent inculta, ignorant, bruta i mal educada mentre que l'única llengua de debò era el francès va fer que, cap a mitjans del segle xx, les llengües regionals franceses perdessin la transmissió generacional, és a dir, que a casa els pares decidissin parlar als seus fills no pas en la seva llengua sinó en francès; per això, vers 1990, a Bretanya, Occitània, Còrsega, Iparralde i Catalunya del Nord, la llengua pròpia només la parlaven els vells mentre que els joves la llengua pròpia, com a màxim, només l'entenien; evidentment, aquesta mena de situació havia de dur a la total desaparició de la llengua un cop haguessin mort les persones de la generació dels vells.
L'única excepció és el cas d'Alsàcia, on la llengua s'ha mantingut en millors condicions malgrat que, immediatament després de la seva annexió a França el 1919 en aplicació del Tractat de Versalles, hi fou prohibit l'alemany i del fet que, després de la fi de la Segona Guerra Mundial es va iniciar una campanya associant l'ús de l'alemany amb la simpatia envers el nazisme.

## Segona meitat del segle XX

### Legislació
La política d'extermini lingüístic iniciada en temps de la Revolució Francesa va arribar a la seva fi l'11 de gener de 1951 amb l'aprovació de la llei 51-46 relativa a l'ensenyament de les llengües i dialectes locals dita llei Deixonne, per Maurice Deixonne qui va redactar l'informe de la comissió parlamentària de l'Educació nacional i qui va presentar el projecte de llei. Amb la llei Deixonne, per primera vegada en la història, s'autoritzava, de manera facultativa i opcional, l'ensenyament a França de certes llengües regionals com eren el basc, el bretó, el català i l'occità. Més tard s'hi afegiren dos decrets per autoritzar l'ensenyament del cors (decret 74-33 de 16 de gener de 1974), el tahitià (decret 81-553 de 12 de maig de 1981) i les llengües melanèsiques (decret 92-1162 de 20 d'octubre de 1992) (l'ajië, el drehu, el nengone i el paicî). Per altra banda, el decret n° 70-650 de 10 de juliol de 1970 permet de tenir en compte les llengües regionals per a l'obtenció del títol de baccalauréat.
La llei Deixonne, tanmateix, fou abolida arran de l'aprovació de dues lleis relatives a l'ús de la llengua francesa:
- La llei 75-1349 de 31 de desembre de 1975, dita llei Bas-Lauriol perquè els seus proposants foren Pierre Bas i Marc Lauriol. Aquesta nova llei estableix l'obligatorietat de l'ús del francès en els cartells públics i en la publicitat comercial, com també prohibeix emprar qualsevol terme o expressió estrangera.
- La llei 94-665 de 4 d'agost de 1994,[8] coneguda com a llei Toubon perquè, aleshores, Jacques Toubon era el ministre de cultura. Aquesta llei, destinada a protegir el patrimoni lingüístic francès i a la defensa del francès, definit segons l'esmena introduïda el 1992 en l'article 2 de la Constitució com a llengua de la República, reforçava l'obligació d'ús del francès en els àmbits públics com a mesura de defensa davant de la introducció de l'anglès. Malgrat tot, alguns aspectes d'aquesta llei foren moderats, ja que el Consell Constitucional considerà que atemptava contra els drets de llibertat de pensament i d'expressió recollits a la Declaració dels Drets de l'Home i del Ciutadà.

Malgrat el caràcter regressiu de les lleis Bas-Lauriol i Toubon, l'autorització de l'ensenyament de les llengües regionals concedida per la llei Deixonne no s'ha revocat pas. Malgrat tot, per manca de mitjans i de recursos, sovint les escoles públiques franceses no creen prou places d'ensenyament bilingüe per satisfer la totalitat de la demanda que li presenten els pares dels alumnes. Per altra banda, la nova situació legislativa ha permès el sorgiment, a partir de 1970, d'escoles associatives privades dedicades al foment de les llengües regionals, a vegades usant-les com a llengua vehicular de l'ensenyament. Aquestes associacions són:
- Diwan a Bretanya
- Ikastola a Iparralde
- La Calandreta a Occitània
- La Bressola i Arrels a la Catalunya del Nord

### Carta Europea de les Llengües Regionals o Minoritàries
El 1992, el Consell d'Europa aprovà el 1992 la Carta Europea de les Llengües Regionals o Minoritàries, la qual estableix el dret d'usar una llengua regional dins dels àmbits públic i privat. El 1999, França, igual com tots els països de la Unió Europea, va signar-la, però no la va ratificar per considerar-la inconstitucional. Allò que crea obligacions per a l'Estat és la ratificació, mentre que la signatura no passa mai de ser un simple reconeixement dels objectius generals de la Carta.